# Katona Árpád
Katona Árpád (Pest, 1860 körül – Szatmár, 1879. december 26.) költő.

## Élete
A premontrei rend növendéke; a kecskeméti Katona-családból származott és egyenes ágon közeli rokona volt Katona Józsefnek, a Bánk bán szerzőjének. Gyermekkorában ment szüleivel Szatmárra, ahol a királyi katolikus főgimnázium növendéke lett. A főgimnáziumban fennáll Kazinczy-körnek legmunkásabb tagja volt és a kör ünnepélyein nem egy kitüntetésben részesült. Az érettségi vizsgálatot letevén, a premontrei rendbe lépett és Jászón három hónapig volt novícius; ott azonban az éles levegő csak siettette a lappangó tüdővész fejlődését; kénytelen volt elhagyni a jászói kolostort és haza ment anyjához. Meghalt 1879-ben 19 éves korában.
Már mint 17 éves ifjú kezdett a Szatmár c. lapba írni költeményeket; a Vasárnapi Ujságban (1879. költ.); 1879-ben volt a Sárrét munkatársa; írt elbeszéléseket és értekezéseket is.

## Munkája
- Katona Árpád költeményei. Szatmár, 1879. (Ism. Koszorú II.)